# Kurt Gruber (aviatore)
Kurt Gruber (Linz, 1896 – Primolano, 4 aprile 1918) è stato un aviatore austro-ungarico,
asso della k.u.k. Luftfahrtruppen, l'aviazione austro-ungarica, con 11 vittorie sia sul fronte orientale che sul fronte italiano.

## Biografia

### In servizio sul fronte orientale
Kurt Gruber nacque a Linz nel 1896. Figlio di un insegnante, completò le scuole in Sassonia-Altenburg, in Germania, dove studiò da ingegnere.
Fu inizialmente richiamato in servizio con l'esercito austro-ungarico, ma più tardi si offrì volontario per la k.u.k. Luftfahrtruppen. Fu inviato alla Flik 1 sul fronte orientale al comando dell'asso Otto Jindra. Nella Flik 1 ebbe come commilitoni Godwin Brumowski, Benno Fiala von Fernbrugg e Károly Kaszala, tutti futuri assi della aviazione austro-ungarica. Si fece subito notare per le sue qualità di pilota. Nel settembre 1915 Gruber fu promosso Zugsfuhrer (caporal maggiore) e nel gennaio 1916 fu decorato con la medaglia d'argento al valor militare.
Conseguì la sua prima vittoria il 14 aprile 1916 a bordo di un Knoller-Albatros B.I serie 22.30, con il capitano Egon Hervay von Kirchberg come osservatore, abbattendo un monoplano Morane-Saulnier Parasol dell'aeronautica russa nei pressi di Bojan. La seconda vittoria seguì il 2 maggio, solo diciotto giorni dopo, avendo come osservatore il tenente Godwin Brumowski, sempre pilotando il Knoller-Albatros B.I 22.30. La vittima, un Morane-Saulnier Parasol, cadde nei pressi di Lysskowcy.

Il 6 giugno sempre alla guida del Knoller-Albatros B.I 22.30, eseguì il primo abbattimento sul fronte orientale senza osservatore e costrinse un monoplano russo Morane-Saulnier Parasol ad un atterraggio forzato dietro le linee russe nei pressi di Dolcock. Grazie a questa impresa Gruber fu insignito della Medaglia d'oro al Merito.
Il 1º giugno Gruber fu promosso Feldwebel (sergente) e l'11 agosto nuovamente promosso Stabsfeldwebel (sergente maggiore),evento piuttosto raro in un esercito ultra-conservatore come quello della Doppia Monarchia. Nel dicembre 1916 e per un periodo di circa 5 mesi si occupò della valutazione e del collaudo di nuovi velivoli. In questo periodo fu insignito della seconda medaglia d'oro al valor militare in riconoscimento del coraggio dimostrato in volo.

### Sul fronte italiano
A metà maggio del 1917 Gruber fu richiamato in servizio attivo, assegnato al fronte italiano dell'Isonzo come pilota da caccia nella FliK 41J di base a Sesana, agli ordini nuovamente del capitano Godwin Brumowski. Il 21 maggio 1917 mentre pilotava un Hansa-Brandenburg D.I (caccia tipo KD) serie 28.14, a bassa quota sul campo di Sesana, cadde improvvisamente in vite. Gruber sopravvisse all'impatto con il suolo, ma per le ferite riportate poté tornare in servizio solo nel settembre 1917.
Il 29 settembre 1917, a bordo di un Albatros D.III(Oef), Kurt Gruber abbatte un Nieuport italiano nei pressi di Cormons.
Dieci giorni dopo diventa un asso. Il 9 ottobre, insieme a Godwin Brumowski e Frank Linke-Crawford distrugge un pallone di osservazione della 10ª Sezione Aerostatica vicino a Isola Morosini. Il drachen prese fuoco quando era ancora a 800 metri dal suolo, consentendo agli osservatori tenenti Pier Felice Crostarosa e Alfredo Silenti di salvarsi con il paracadute.
Il 23 dicembre 1917 Gruber fu assegnato ad una nuova squadriglia la Flik 60J, di stanza presso l'aerobase di Grigno, nel Trentino, sotto il comando di Frank Linke-Crawford.
I Phönix D.I in dotazione alla squadriglia si distinguevano per una fascia nera attorno alla fusoliera subito dopo il posto di pilotaggio su cui era dipinta in bianco l'iniziale del nome del pilota che usualmente utilizzava il velivolo. A bordo del Phönix contrassegnato dalla lettera "G", Gruber conseguì altre 5 vittorie.

Il 10 gennaio 1918, Gruber volando con il Phönix D.I serie 228.24 in coppia con Frank Linke-Crawford a bordo del Phönix D.I 228.16, dopo un violento combattimento sopra Valstagna abbatterono due caccia alleati, conseguendo Frank Linke-Crawford la 14ª e la 15ª vittoria e Gruber la 7ª e l'8ª vittoria. Il 27 successivo, Gruber pilotando il suo Phönix preferito, incontrò ciò che lui stesso descrisse come un "Sopwith monoposto" ma che con tutta probabilità era un Hanriot HD.1 della 78ª Squadriglia aeroplani da caccia. Dopo un violento combattimento, sopra Valstagna, il caccia italiano cade dietro le linee italiane, ferendo gravemente il pilota sergente Giarmino. Il 1º febbraio Gruber abbatte un Nieuport vicino a Vattaro. 25 giorni dopo, il 26 febbraio 1918, in missione di pattugliamento con altri due velivoli della Flik 60J, Gruber a bordo del Phönix D.I serie 228.24, intercetta un Hanriot HD.1 abbattendolo nei pressi del Monte Melago, vicino ad Asiago, per quella che è considerata la sua decima vittoria confermata. Si trattava dell'Hanriot HD.1 matricola 6344 della 70ª Squadriglia caccia pilotato dal tenente Giuseppe Ghislanzoni (medaglia d'argento al valor militare alla memoria).
Durante la primavera del 1918, Kurt Gruber venne insignito della terza medaglia d'oro, diventando uno dei sei sottufficiali dell'esercito austro-ungarico ad essere insignito di questa onorificenza. Il 1º aprile 1918 fu promosso Offizierstellvertreter (maresciallo), il grado più alto nel ruolo dei sottufficiali.

Il 4 aprile 1918 Gruber è in volo con il Phönix D.I 228.24 in formazione con altri tre Phönix della Flik 60J. Sopra Primolano, la formazione austro-ungarica è intercettata da una pattuglia di Sopwith Camel del No. 66 Squadron RAF guidata dal capitano Francis S. Symondson. Dopo aver abbattuto il suo undicesimo avversario, il Phönix di Gruber è investito da una prolungata raffica di mitragliatrice, che causa il collasso dell'ala superiore. La caduta è fatale. Il 6 aprile 1918 Kurt Gruber fu sepolto con tutti gli onori nel cimitero militare di Feltre.
Postumo, Kurt Gruber fu insignito della Medaglia d'oro al valor militare per la quarta volta, accomunandosi in questo a Julius Arigi.